# Aoraki/Mount Cook
Aoraki / Mount Cook je najvišja gora na Novi Zelandiji. Njena višina je od leta 2014 navedena kot 3724 metrov. Leži v Južnih Alpah, gorovju, ki se razprostira po dolžini Južnega otoka. Priljubljena turistična destinacija je tudi priljubljen izziv za alpiniste. Aoraki / Mount Cook sestavljajo trije vrhovi: od juga proti severu, nizki vrh (3593 m), srednji vrh (3717 m) in visoki vrh. Vrhovi ležijo nekoliko južneje in vzhodneje od glavnega razvodja Južnih Alp, z Tasmanovim ledenikom na vzhodu in ledenikom Hooker na jugozahodu. Mount Cook je po topografski izoliranosti uvrščen na 10. mesto.

## Lega
Gora je v narodnem parku Aoraki / Mount Cook v regiji Canterbury. Park je bil ustanovljen leta 1953 in je skupaj z narodnimi parki Westland, Mount Aspiring in Fiordland eno od Unescovih območij svetovne dediščine. Park vsebuje več kot 140 vrhov, višjih od 2000 metrov in 72 imenovanih ledenikov, ki pokrivajo 40 odstotkov njegovih 700 kvadratnih kilometrov.
Vrh je na severnem koncu pogorja Mount Cook, kjer se sreča z glavno hrbtenico glavne razvodnice in tvori masiv med dolino Hooker na jugozahodu in Tasmanovo dolino vzhodno od gore. Ti dve dolini ponujata najbližje lahko dostopne razgledne točke na Aoraki / Mount Cook. Razgledna točka na koncu poti Hooker Valley Track, ki je le 10 km od vrha, ima pogled na celotno pobočje gore.
Naselje Mount Cook Village, imenovano tudi Aoraki / Mount Cook, je turistično središče in bazni tabor za goro. Je 7 km od konca Tasmanovega ledenika in 15 km južno od vrha Aoraki/Mount Cook.
V jasnih dneh je Aoraki / Mount Cook viden z zahodne obale vse do Greymoutha, približno 150 km stran, in z večine državne avtoceste 80 vzdolž jezera Pukaki in državne avtoceste 6 južno od jezera Pukaki. Skoraj vodoravni greben, ki povezuje tri vrhove gore, tvori značilno kockasto obliko, gledano z vzhodne ali zahodne smeri. Druga priljubljena razgledna točka je z jezera Matheson na zahodni obali, opisana kot »pogled razgledov«, kjer se v mirnih dneh vrhovi Aoraki / Mount Cook in Mount Tasman odsevajo v jezeru Matheson.

## Lokalno podnebje
Aoraki / Mount Cook prejme znatne orografske padavine skozi vse leto, saj vse leto prevladujejo vlažni zahodni vetrovi, ki s seboj prinašajo deževne oblake iz Tasmanovega morja.
Letna količina padavin okoli gorskih verig se zelo razlikuje, saj lokalno podnebje obvladuje gibanje depresij in anticiklonov proti vzhodu z druge strani Tasmanovega morja. Masiv Aoraki / Mount Cook je velika ovira za prevladujoče zahodne vetrove, saj potiskajo depresije in z njimi povezane hladne fronte vlažnega zraka iz subtropskih območij na severozahodu proti gorovju. Ko se zrak dviga proti vrhovom, se širi in ohlaja ter tvori oblake. Dež in sneženje sta pogosto najmočnejša okoli 1200 m (3900 čevljev) in lahko trajata več dni, če se fronta premika počasi.
Zaradi lokalnih vremenskih vzorcev lahko zahodna pobočja Aoraki / Mount Cook prejmejo več kot 10.000 mm letnih padavin, medtem ko bližnja vas Mount Cook, le 15 km južno od gora prejme 4484 mm dežja ali snega. Medtem ko je vreme na vzhodni strani gore na splošno boljše, se lahko dež ali sneg hitro razširita tudi na tej strani, če se veter obrne na jug ali jugovzhod. To s seboj prinese hiter padec temperature in slabo vidljivost, kar prispeva k težkim pogojem za plezanje na Aoraki / Mount Cook.
Temperature ob vznožju gore v dolini Hooker na okoli 800 m se gibljejo od –13 °C do 32 °C in na splošno padejo za nekaj več kot 1 °C na vsakih 200 metrov nadmorska višina.
Od približno 1000 m in višje pozimi obstajajo poltrajna snežna in ledena polja. Zima in pomlad sta običajno manj umirjena kot poletje in jesen. Anticikloni pogosto prinašajo dneve ustaljenega vremena poleti ali jasne hladne razmere pozimi z močnim mrazom.

## Poimenovanje in evropsko odkritje
V tradiciji Ngāi Tahu iwi je zgodnje ime za Južni otok Te Waka o Aoraki ('Aorakijev kanu'). V preteklosti so mnogi verjeli, da pomeni 'prebadalec oblakov', romantična prevedba komponent imena: ao (svet, dan, oblak itd.) in raki ali rangi (dan, nebo, vreme itd.). Zgodovinsko gledano se je ime v maorščini črkovalo Aorangi z uporabo severnega narečja.
Aoraki / Mount Cook je postal znan Maorom po njihovem prihodu na Novo Zelandijo okoli 14. stoletja našega štetja. Prvi Evropejci, ki so morda videli Aoraki / Mount Cook, so bili člani posadke Abela Tasmana, ki so videli »veliko kopno visoko dvignjeno« (verjetno nek del Južnih Alp), ko so bili ob zahodni obali Južnega otoka, severno od sedanjega Greymoutha, 13. decembra 1642 med prvim Tasmanovim potovanjem po Tihem oceanu. Angleško ime Mount Cook je gori leta 1851 dal kapitan John Lort Stokes v čast kapitanu Jamesu Cooku, ki je leta 1770 pregledal in obšel otoke Nove Zelandije. Kapitan Cook med svojim raziskovanjem gore ni videl.
Po pogodbi med Ngāi Tahu in krono leta 1998 so bila številna imena krajev na Južnem otoku spremenjena tako, da so vključevala njihova maorska imena z Zakonom o poravnavi zahtevkov Ngāi Tahu iz leta 1998. Ime gore je bilo uradno spremenjeno iz Mount Cook v Aoraki / Mount Cook, da vključi svoje zgodovinsko maorsko ime. To je edino od teh imen, kjer je ime Māori pred angleškim. V skladu s poravnavo se je krona strinjala, da vrne naziv Aoraki / Mount Cook Ngāi Tahuju, ki bi ga nato uradno podaril nazaj narodu. Noben prestop se še ni zgodil in Ngāi Tahu se lahko odloči, kdaj se bo to zgodilo.

## Geologija
Južne Alpe na Južnem otoku so nastale zaradi tektonskega dviganja in pritiska, ko sta Pacifiška in Indo-avstralska plošča trčili vzdolž zahodne obale otoka. Dviganje se nadaljuje, tako da se Aoraki / Mount Cook dvigne v povprečju za 7 milimetrov vsako leto. Vendar pa erozivne sile močno oblikujejo tudi gore. Hudo vreme je posledica tega, da gora štrli v močne zahodne vetrove Roaring Forties, ki tečejo okoli približno 45° J zemljepisne širine, južno od Afrike in Avstralije. Južne Alpe so po Južni Ameriki prva ovira, na katero naletijo vetrovi, ki so se preko Južnega oceana pomaknili proti vzhodu.
Višino Aoraki / Mount Cook je leta 1881 določil G. J. Roberts (z zahodne strani) in leta 1889 T. N. Brodrick (s strani Canterburyja). Njune meritve so se zelo ujemale pri 3.764 m. Višina se je zmanjšala za 10 metrov, ko je 14. decembra 1991 s severnega vrha padlo približno 12–14 milijonov kubičnih metrov kamenja in ledu. Dve desetletji erozije ledenega pokrova, izpostavljenega po tem zrušitvi, sta zmanjšali višino za nadaljnjih 30 m na 3724 m, kot so razkrili novi podatki GPS plezalne odprave Univerze v Otagu novembra 2013.
Aoraki / Mount Cook leži v središču značilne alpske prelomnice, 650 km dolge aktivne prelomnice v južnih Alpah. Odgovorna je za dvig Aoraki / Mount Cook in naj bi se premaknila vsakih 100 do 300 let. Nazadnje se je leta 1717.

## Okoliški gozdovi in ledeniki
Povprečna letna količina padavin v okoliških nižinah, zlasti na zahodu, znaša okoli 5 do 10 metrov. Ta zelo visoka količina padavin vodi do zmernih deževnih gozdov v teh obalnih nižinah in zanesljivega vira snega v gorah, ki ohranja pretok ledenikov. Ti vključujejo Tasmanov ledenik vzhodno od gore in manjši ledenik Hooker neposredno na njenem jugu.
Vegetacija v dolinah na vzhodu, zlasti v Tasmanovi dolini, je občutno manj bujna kot tista na zahodnih pobočjih gore. Gozd bi običajno na tem območju zrasel do približno 1300 m, vendar pomanjkanje prsti zaradi melišč, skalnih podorov in posledic poledenitve to preprečuje na večini krajev okoli gore. Travišča in druge alpske rastline se držijo do 1900 m visoko. Nad snežno mejo je mogoče najti le lišaje med skalami, snežnimi polji in ledom, ki prevladujejo na najvišjih delih Aoraki / Mount Cook.

## Zgodovina, legende in tradicije Maorov
Po maorski legendi je bil Aoraki mlad fant, ki je bil skupaj s svojimi tremi brati sinovi Rakinuija, nebesnega očeta. Na njihovem potovanju okoli Papatūānuku, matere Zemlje, je njihov kanu nasedel na grebenu in se nagnil. Aoraki in njegovi bratje so se povzpeli na zgornjo stran svojega kanuja. Vendar jih je južni veter zmrznil in jih spremenil v kamen. Njihov kanu je postal Te Waka o Aoraki, Južni otok, njihovi premci pa Marlborough Sounds. Aoraki, najvišji, je postal najvišji vrh, njegovi bratje pa so ustvarili Kā Tiritiri o te Moana, Južne Alpe.
Ngāi Tahu, glavno iwi (pleme) južne regije Nove Zelandije, menijo, da so Aoraki najsvetejši izmed prednikov, od katerih izhajajo. Aoraki prinaša iwi s svojim občutkom skupnosti in namena ter ostaja fizična oblika Aorakija in povezava med svetoma nadnaravnega in narave.